# Christine Bastin
Christine Bastin est une professeur associée à l'Université de Liège et maître de recherches FNRS et fonds associatifs.

## Biographie
Après l’obtention de sa licence en sciences psychologiques, Christine Bastin figure, depuis octobre 2013, en tant que chercheuse qualifiée F.R.S. - FNRS, In Vivo Imaging, à ULiège. Au cours de ses études, elle rédige une thèse de doctorat (supervisé par le professeur Martial Van der Linden) sur le thème du fonctionnement de la mémoire épisodique dans vieillissement normal et amnésique.  
Christine Bastin se consacre principalement dans le domaine de la neuropsychologie et plus précisément dans les pathologies dégénératives dont l'Alzheimer. Ses domaines de recherches sont basés sur les neurosciences cognitives, la psychologie cognitive ainsi que l’imagerie cérébrale fonctionnelle. 
En 1999, 2001 et en 2004, elle est diplômée de l’Université de Liège dans les Sciences Psychologiques. 

## Travaux et œuvres
Elle a réalisé des mémoires sur la neurologie dédié aux maladies dégénératives et elle a contribué à l'écriture de nombreux chapitres de livres dans le même domaine. De plus, elle a publié plusieurs articles dans une revue à comité de lecture. 

## Prix
- 2020 : Exceptional Prize « Gender and Covid19 », for a project entitled : « Impact of confinement on daily activities, sleep, fatigue and load mental : A different reorganization of lifestyle according to gender”, Comité Femmes & Sciences, Académie de Recherche et d’Enseignement Supérieur, co-applicant.

- 2013 : Prize Santkin, Ligue Alzheimer Liga and Royal Academy of Medicine de Belgique, PI.

- 2011 : Prize Fonds Aline for the project « Associative memory in Alzheimer’s disease » selected by the King Baudouin Fondation (KBS-FRB), co-applicant.

- 2006 : Prize of the Funds Van Goethem-Brichant, PI.